# Данильчук Лідія Миколаївна
Данильчук Лідія Миколаївна (нар. 26 листопада 1955 с. Броники, Новоград-Волинський р-н, Житомирська обл.) — українська акторка театру, Заслужена артистка України (2008). 

## Життєпис
Виросла в селі Сваричів Рожнятівського району Івано-Франківської області, звідки походила мати.
Після закінчення 8-го класу вступила до Хустського культурно-освітнього училища (нині Ужгородський коледж культури і мистецтв) на режисерське відділення, яке закінчила з відзнакою. 
Упродовж 1974—1978 навчалася в Київському інституті театрального мистецтва імені І. К. Карпенка-Карого на акторському факультеті в класі Ірини Молостової.
Працювала в Одеському музично-драматичному театрі ім. Жовтневої революції (1978—1989).
У 1990 році переїхала до Львова. Працювала у Львівському молодіжному театрі (1990—1998). У 1997 разом із режисеркою Іриною Волицькою створила незалежне творче об'єднання «Театр у кошику» (нині творча майстерня «Театр у кошику» Національного Центру театрального мистецтва імені Леся Курбаса), де працює донині. Від 2003 учасниця проекту «Українська робітня» (Київ). 
Син Юрій Басанець (нар. 1994), художник.

## Визнання та нагороди
- Лауреатка премії ім. І. П. Котляревського, 2003
- Лауреатка міжнародних фестивалів моновистав — Вроцлав (2001, 2004, 2007), Чикаґо (2005), Єреван (2007)
- Заслужена артистка України, 2008
- Лауреатка обласної премії ім. Б. Романицького, 2008
- Лауреатка мистецької премії БРОНЕК, 2012

## Ролі
Одеський театр ім В. Василька (1978—1989)
- Ядвіга Вжешеньська («Третє покоління» Мірошніченка)
- Прісінька. Мотря («Шельменко-денщик» Квітка-Основ'яненко)
- Марися («Мартин Боруля»)
- Вертепниця («Черевички» М. Гоголь)
- Варка («Безталанна»)
- Груня («Сорочинський ярмарок» М. Гоголь)
- Баба Яга («Два клени» Шварц)
- Совість («Завтра — вже пізно» О. Більченко)
- Солдатик («Планета надій» Коломієць)
- Таня («Дикий ангел» Коломієць)
- Тіна («Кафедра» Врублевська)
- Надя («Вся надія» М. Рощін)
- Робітниця («Сині коні на червоній траві» Шатров)
- Кубиркіна («Біда від ніжного серця» Соловйов)
- Дівчина («В списках не значився» Васильєв)

Львівський академічний театр ім. Л. Курбаса (1989—1997)
- Марція. Мати Хуси («Йоганна жінка Хусова» Л. Українка)
- Мати («Між двох сил» В. Винниченко)
- Тама («Закон» В. Винниченко)
- Мати («Маруся Чурай» Л. Костенко)
- Альона Іванівна, лихварка («Злочин і кара» Ф. Достоєвський)
- Пішек («Благодарний Єродій» Г. Сковорода)
- Шарлотта («Садок вишневий» А. Чехов)

Українська робітня Юрія Яценка (1993)
- Сторожиха («Осінь» О. Олеся)

Творча майстерня «Театр у кошику» (з 1997-го року)
- Моновистава «Білі мотилі, плетені ланцюги…» В. Стефаник
- Анна, «Украдене щастя» І. Франко
- Юда-Прочанин, моновистава «На полі крові» Л. Українка
- Міріам, «Одержима» Л. Українка
- Моновистава «Сон. Комедія» Т. Шевченко
- Софія Шептицька, «Я йду, Христе…» Г. Лужницький
- Вона, «Пригода ведмедиків панда…» М. Вішнєк
- Моновистава «Річард після Річарда» В. Шекспір
- Гоца, «Провина» Н. Ромчевич
- Нараторка "Голос тихої безодні" Н. Неждана
- Стара Пані, "Стара пані висиджує" Т. Ружевич
- Аннет "Дві кралечки - на північ" П. Нотт
- Актриса "Розмова" Л. Українка